# Paolo Beni

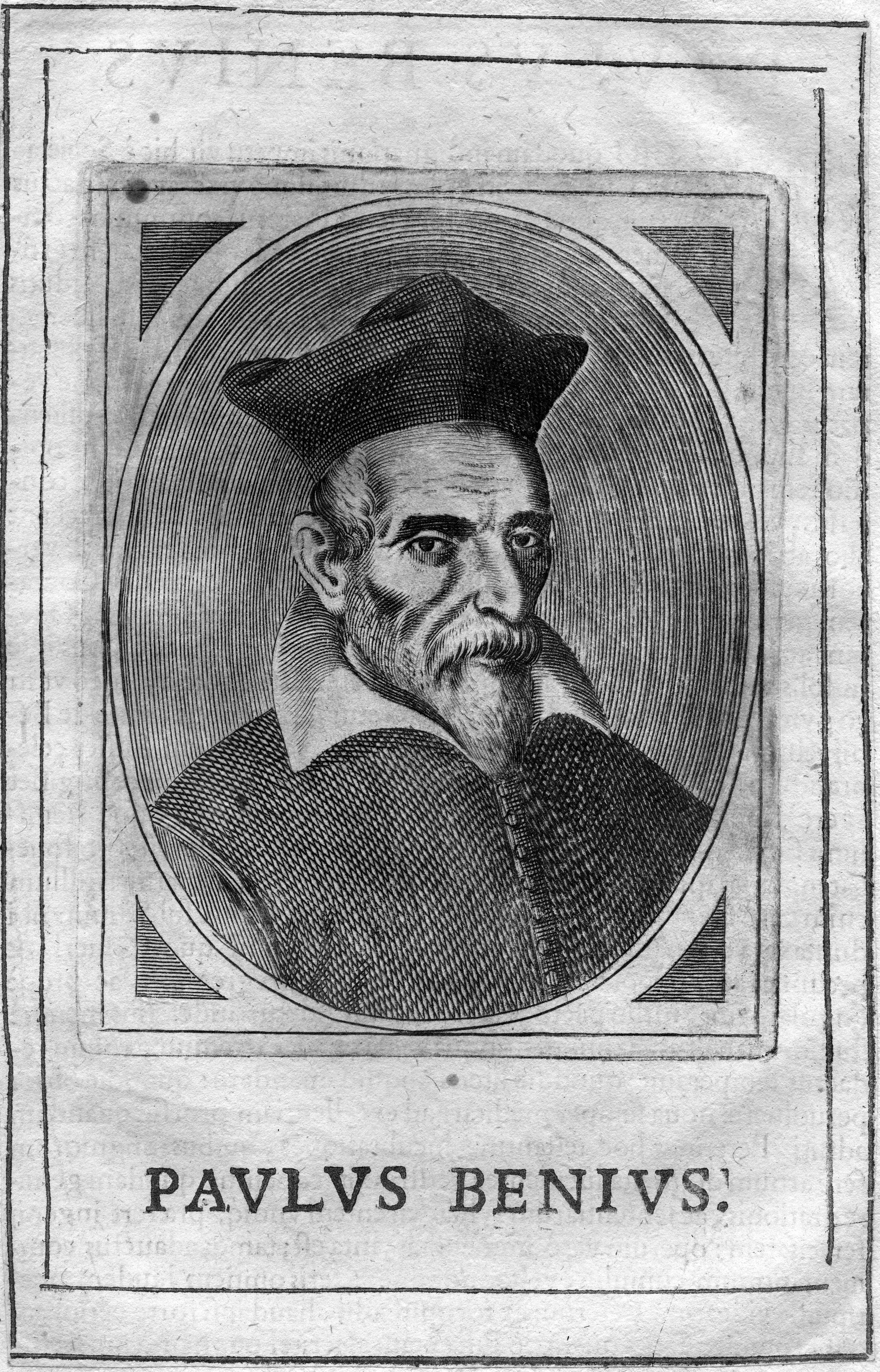
Paolo Beni

Paolo Beni (* 1552 in Iraklio; † 12. April 1627 in Padua) war ein italienischer Philologe und Romanist.

## Leben und Werk
Beni wuchs in Gubbio auf und studierte ab 1574 in Padua. Er trat in den  Jesuitenorden ein (den er 1596 wieder verließ) und lehrte von 1590 bis 1593 Theologie in Perugia. Von 1594 bis 1599 lehrte er Philosophie an der Sapienza in Rom.  Er war von 1600 bis 1623 (als Nachfolger von Antonio Riccoboni) Professor für Rhetorik (Klassische Literatur) an der Universität Padua.
Beni, der ein polemisches Naturell hatte, wandte sich zweimal gegen die konservative florentinische Accademia della Crusca. Er verteidigte Torquato Tasso gegen ihre Kritik und kritisierte ihr Wörterbuch Vocabolario degli Accademici della Crusca, 1612, für die Bevorzugung veralteter Schriftlichkeit (Dante, Boccaccio, Francesco Petrarca) statt der von ihm gepriesenen aktuellen Mündlichkeit als Datenbasis. 30 Jahre später folgte die Académie française in ihrem (erst 1694 erschienenen) Dictionnaire  dem Beni-Modell.

## Werke

### Anticrusca-Polemik
- L'anticrusca, ouero Il paragone dell'italiana lingua nel qual si mostra chiaramente che l'antica sia inculta e rozza e la moderna regolata e gentile, Padua 1612, Florenz 1983
- Orlando Pescetti, Risposta all' Anticrusca del sig. D. Paolo Beni, Verona 1613
- Il Cavalcanti, overo La difesa dell'Anticrusca di Michelangelo Fonte [=Paolo Beni], Padua 1614, hrsg. von Giulia Dell'Aquila, Bari 2000
- L'anticrusca. Parte 2., 3., 4., hrsg. von Gino Casagrande, Florenz 1982 (dieser Text war Manuskript geblieben)

### Weitere Werke

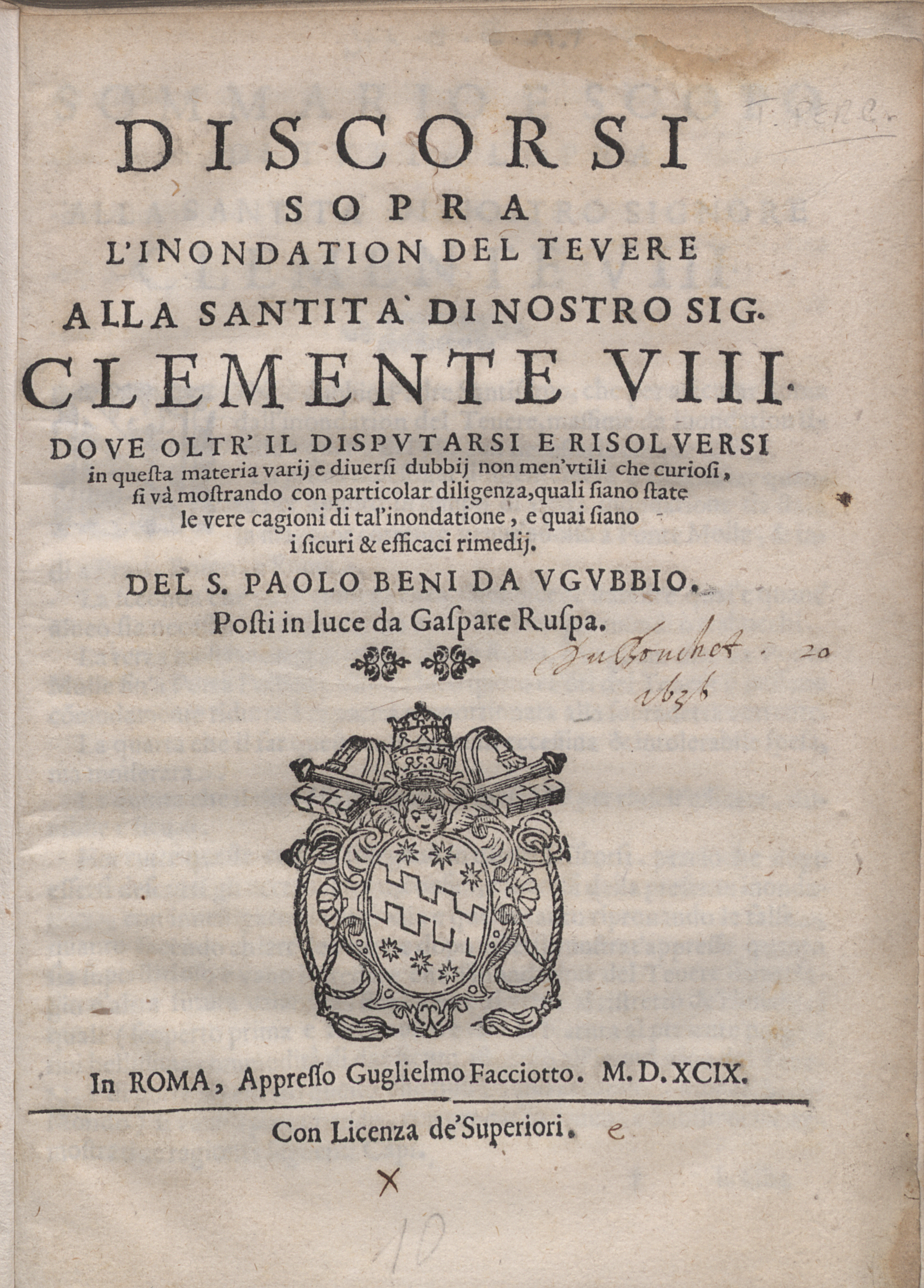
Discorsi sopra l'inondation del Teuere (1599)

- Discorsi sopra l’inondation del Tevere alla santità di nostro sig. Clemente VIII., Rom 1599 (Digitalisat)
- Comparatione di Homero, Virgilio e Torquato, et a chi di loro si debba la palma nell' heroico poema, Padua 1607
- De Historia libri quatuor, Venedig 1611
- Comparatione di Torquato Tasso con Homero e Virgilio, insieme con la difesa dell' Ariosto paragonato ad Homero, Padua 1612
- In Aristotelis "Poeticam" commentarii, Padua 1613, Venedig 1624
- Orationes quinquaginta, Padua 1613
- In P. Virgilii Maronis "Aeneidem" commentarii, Venedig 1622
- Pauli Benii Opera omnia in unum corpus collecta, 5 Bde., Venedig 1622–1625
- In Aristotelis libros Rhetoricorum secundum et tertium commentarii, Venedig 1624